# 臨時決鬥
《臨時決鬥》（英語：Hit N Fun）是一部2025年香港賀歲片，由麥啟光執導，古天樂、梁詠琪、王丹妮、周秀娜主演。本片於2025年1月28日（年廿九）為乙巳蛇年賀歲片在香港上映。

## 劇情
廣告界女強人林雪（王丹妮 飾）意外發現男友Daniel（陳湛文 飾）外遇，對象竟是澳門女拳王孫雅雲（周秀娜 飾），好勝心強的她決心到「鍾磊舍」向傳奇拳王鍾磊（古天樂 飾）拜師學拳，竟遇上工作上曾經的死對頭師母嘉莉（梁詠琪 飾），比賽日子臨近，經嚴格試煉的林雪能否順利走上擂台，完成這場「臨時決鬥」？

## 演員
| 演員   | 角色                 | 介紹                               |
| 古天樂 | 鍾磊                 | 退休拳手，「鍾磊舍」創辦人         |
| 梁詠琪 | 莫嘉莉               | 鍾磊太太，前藝人                   |
| 王丹妮 | 林雪                 | 廣告界女強人                       |
| 周秀娜 | 孫雅雲 (Surewin)     | 澳門女拳王，鍾磊徒弟               |
| 張文傑 | 陳偉斌               | 鍾磊弟子，因與師父理念不合自立門戶 |
| 胡子彤 | 高秋                 | 鍾磊弟子                           |
| 楊詩敏 | 林碧珠               | 莫嘉莉之閨蜜兼經理人，林雪之姑姐   |
| 陳湛文 | 吳丹尼爾 (Daniel Wu) | 林雪、孫雅雲之男友                 |
| 伍允龍 | 王十                 | 鍾磊同門師弟                       |
| 喬靖夫 | 喬晴夫               | 商人，計劃收購「鍾磊舍」           |
| 王尹菁 | 鍾意                 | 鍾磊、莫嘉莉之女                   |
| 王頌茵 | 李冰兒 (Bingo)       | 林雪助理                           |
| 陳獻略 | 陳雷 (Ringo)         | 林雪助理                           |
| 陳慧敏 | 陳姑娘               | 護士                               |
| 陳楨怡 | Zoe                  | 陳偉斌秘書                         |
| 羅永昌 | 黃監製 (Paco)        |                                    |
| 符家浚 |                      | 風水師                             |
| 吳梓熙 |                      |                                    |
| 張錦霞 |                      |                                    |

## 製作
- 本片於2024年10月26日舉行開鏡拜神[4]，除了在香港取景，劇組亦移師澳門進行長達半個月拍攝[5]，同年11月28日煞科[6]。
- 該片不少演員沿用自電影《九龍城寨之圍城》之班底。
- 導演麥啟光指本片本來不是賀歲片，但因為籌拍時港產賀歲片檔期懸空，所以就臨時「轉陣」將該片變成賀歲片[7]。
- 該片是古天樂與梁詠琪繼2014年的《香港仔》再度合作主演，也是繼《嚦咕嚦咕新年財》後再度合演賀歲片。
- 片中有大量拳擊打鬥戲份，需要演員接受集訓親身上陣，主演梁詠琪為首次學習泰拳，另一主演周秀娜為該片打戲訓練了一個月，致腳有瘀傷、抽筋[8]，首日開工時右腳便受傷見紅，到醫院縫了五針[9]。

## 外部連結
- 互联网电影数据库（IMDb）上《臨時決鬥》的资料（英文）